# Tahićani
Tahićani, na tahićanskom Ta'ata Tahiti (Ma'ohi)), domorodački polinezijski narod Tahitija i još trinaest Društvenih otoka. Po popisu stanovništva iz kolovoza 2007. ima ih 178 133. Služe se tahićanskim i francuskim jezikom, a danas su po vjeroispovijesti mahom kršćani (kalvinisti ili rimokatolici).

## Povijest
Domoroci Tahitija prije kontakta s Europljanima nisu poznavali kovine i koristili su tehnologiju kamenog doba. Međutim, krčili su šume i obrađivali plodna vulkanska tla. Izrađivali su kanue. Oruđe koje su koristili bilo je izrađeno od kamena, kosti, školjki ili drveta. Procjenjuje se da je u trenutku prvog kontakta s Europljanima 1767. na Tahitiju živjelo više od 40 000 ljudi, a na ostalim otocima od 15 000 do 20 000. Europljani (isprva Englezi) donijeli su na otoke mnoge dotada domorocima nepoznate bolesti, poput dizenterije, malih boginja, šarlaha, tifusa i tuberkuloze. Na te bolesti Tahićani nisu imali nikakav imunitet i to je ishodovalo smanjenjem njihovog broja s oko 40 000 u 1767. na oko 16 000 u 1797. godini. Popisom 1881. pobrojeno je 5 960 domorodaca. Unatoč još nekim epidemijama koje su se zbile nakon te godine, broj Tahićana počeo je opet rasti. Danas su Tahićani francuski državljani i imaju dva izabrana zastupnika u francuskoj skupštini i jednog u senatu. Punoljetni Tahićani glasuju na skoro svim francuskim izborima.

## Poznati Tahićani
- Omai, mladi domorodac kojeg je britanski brod Adventure (s drugog Cookovog putovanja) 1774. doveo u Englesku i poslije vratio u domovinu (drugi je domorodac Oceanije koji je posjetio Europu, nakon Ahu-torua kojeg je u Pariz doveo Bougainville 1768.)
- Pōmare IV., tahićanska kraljica
- Oscar Temaru, predsjednik Francuske Polinezije
- Pouvanaa a Oopa, vođa pokreta za neovisnost Tahitija od Francuske koji je djelovao u kasnim 1950-im